# Cap'Cinéma
Cap'Cinéma est une société française spécialisée dans l'exploitation de salles de cinéma et la projection cinématographique.  Fin 2017, la quasi-totalité de ses salles est rachetée par le groupe CGR.

## Historique
Le groupe Cap'Cinéma est créé en l'an 2000 par Philippe Dejust à Blois. En novembre 2017, 22 des 24 cinémas  sont rachetés par CGR,,. La tournée All That Jazz qui a proposé de 2009 à 2018 des concerts organisés sur sept sites du réseau Cap'Cinéma n'est pas reconduite par le groupe CGR.

## Réseau
En novembre 2017, au moment du rachat par CGR, le réseau se compose des salles suivantes :
- Agen,
- Albi,
- Apt,
- Beaune,
- Blois,
- Blois « les Lobis »,
- Cagnes-sur-Mer,
- Carcassonne,
- Carcassonne « le Colisée »,
- Castres,
- Châteauroux,
- Dole,
- Laon,
- Manosque,
- Montauban,
- Montauban « le Paris »,
- Moulins,
- Nîmes, dont l'ouverture au public s'effectue le 29 novembre 2017[5],
- Paris,
- Périgueux,
- Rodez,
- Saint-Quentin,
- Soissons.

## Site de Périgueux
Le Cap'Cinéma de Périgueux est un multiplexe cinématographique situé dans le département de la Dordogne.

### Ouverture du cinéma en 2005
Jusqu'en 2005, les Périgourdins fréquentent le cinéma Marignan (situé au no 17, cours Montaigne), qui a été remplacé par la librairie Marbot après la construction du multiplexe sur la place Francheville.
Toute la place Francheville est repensée : le cinéma et trois restaurants sont bâtis sur une surface totale de 6 600 m2. D'un budget total de 6,2 millions d'euros HT, les travaux durent dix mois. En avril 2005, le Cap'Cinéma de Périgueux ouvre ses portes en centre-ville, avec dix salles et 1 873 sièges.

### Description
Le multiplexe compte dix salles et 1 866 places assises. Le cinéma est accessible aux personnes à mobilité réduite, possède un comptoir à confiseries et l'air conditionné dans les salles. Un espace enfants, pour divers ateliers, activités et fêtes d'anniversaires, est aménagé au premier étage.

### Années 2010
En 2013, le cinéma connait une baisse de 11 % de fréquentation par rapport à l'année précédente : 337 000 entrées ont été enregistrées contre 380 000 en 2012.  Cette année-là, entre 500 et 900 billets sont vendus chaque jour, voire entre 1 500 et 2 500 pendant la période de Noël.
En 2014, tous les fauteuils du cinéma sont remplacés au cours de l'année. Cette même année, le nombre d'entrées dépasse les 367 000, en hausse de 9 % par rapport à 2013. Depuis la rénovation, la grande salle, d'une capacité de 460 sièges permet la tenue de concerts, notamment de jazz, ou de spectacles d'humoristes. En 2016, le nombre d'entrées au 28 décembre était de 374 926, laissant espérer l'atteinte de l'objectif annuel fixé à 380 000.
Lorsque le groupe CGR rachète le Cap'Cinéma de Périgueux en novembre 2017, le multiplexe se compose de dix salles, dont quatre équipées de projecteurs 3D, et un total de 1 795 fauteuils.

### Meilleures audiences
En mars 2016, après le retrait de Star Wars, épisode VII : Le Réveil de la Force, celui-ci arrive en 6e position au niveau du nombre cumulé d'entrées (22 160) parmi les films les plus vus depuis l'ouverture de la salle. Il est précédé par Bienvenue chez les Ch'tis (46 632), Intouchables (41 835), Avatar (36 512), Les Bronzés 3 (25 325) et Qu'est-ce qu'on a fait au Bon Dieu ? (22 247).

## Marseille
La société de Philippe Dejust est locataire d'un cinéma sur la Canebière et dont l'ouverture est prévue pour octobre 2021. Le loyer annuel de 15 000 €, associé à un bail emphytéotique d'une durée de 58 ans accordé par Jean-Claude Gaudin en 2018, illustrait, selon l'opposition socialiste, « la manière dont la Ville met à disposition son patrimoine foncier dans un des lieux les plus emblématiques de son centre historique ».